# Palau de les Heures
El Palau de les Heures («palacio de las hiedras» en catalán), también conocido como Casa Gallart, es un palacio situado en el distrito de Horta-Guinardó de Barcelona. Fue construido entre 1894 y 1898 por el arquitecto Augusto Font Carreras. Actualmente es sede de la Fundación Bosch i Gimpera de estudios universitarios de posgrado, y está integrado en el Campus de Mundet de la Universidad de Barcelona.

## Descripción
El palacio se halla al sur de la colina Turó de la Maria, en la sierra de Collserola, a lado del camino que ascendía a la ermita de Sant Cebrià. Antiguamente se encontraba en su terreno la masía de Can Duran, propiedad de Jaume Martí Codolar. En 1893 fue adquirida por Josep Gallart Forgas, un indiano enriquecido en Puerto Rico, que encargó la construcción del palacio a Augusto Font Carreras. Este arquitecto construyó un edificio inspirado en la tipología del château francés, con cuatro torres cilíndricas rematadas por picos cónicos y una linterna en su parte central, con semisótano y tres plantas. La fachada está presidida por una terracota con una alegoría de Las Hiedras, de Josep Campeny.
El palacio se encuentra en lo alto de un promontorio al que se accede a través de una serie de terrazas ajardinadas, con rampas y balaustradas elaboradas al estilo del jardín italiano renacentista. Los jardines, diseñados por Adrià Piera, se estructuran en cada nivel alrededor de unos estanques centrales con surtidores de agua, y en el espacio circundante se sitúan unos parterres de broderie rodeados de especies arbóreas como palmeras, magnolias y castaños de Indias. Hay también rosales y macetas de terracota con geranios. Los jardines fueron restaurados en 1999 por Patrizia Falcone y abiertos al público.